# Evangelische Kirche Nieder-Weisel

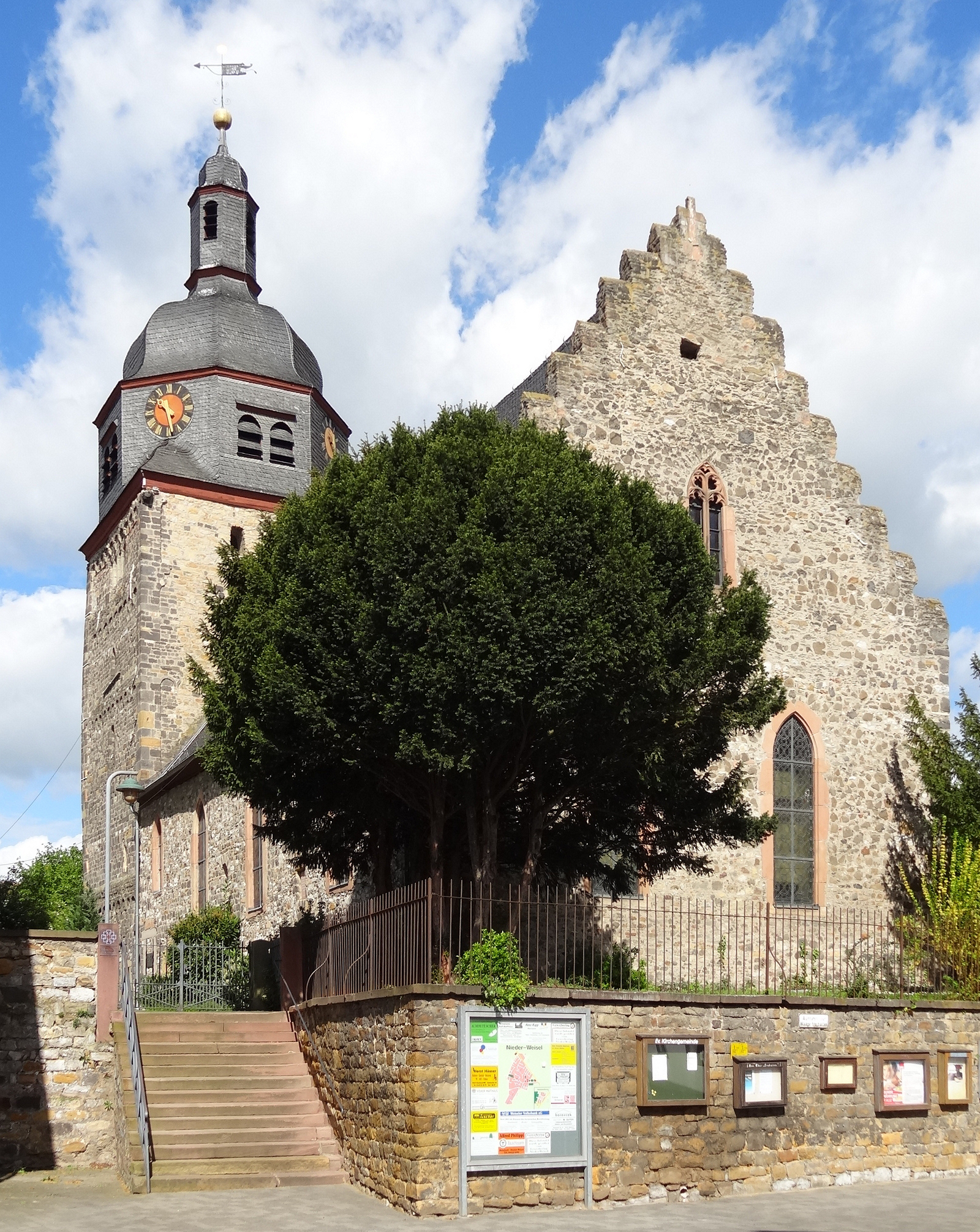
Kirche von Osten

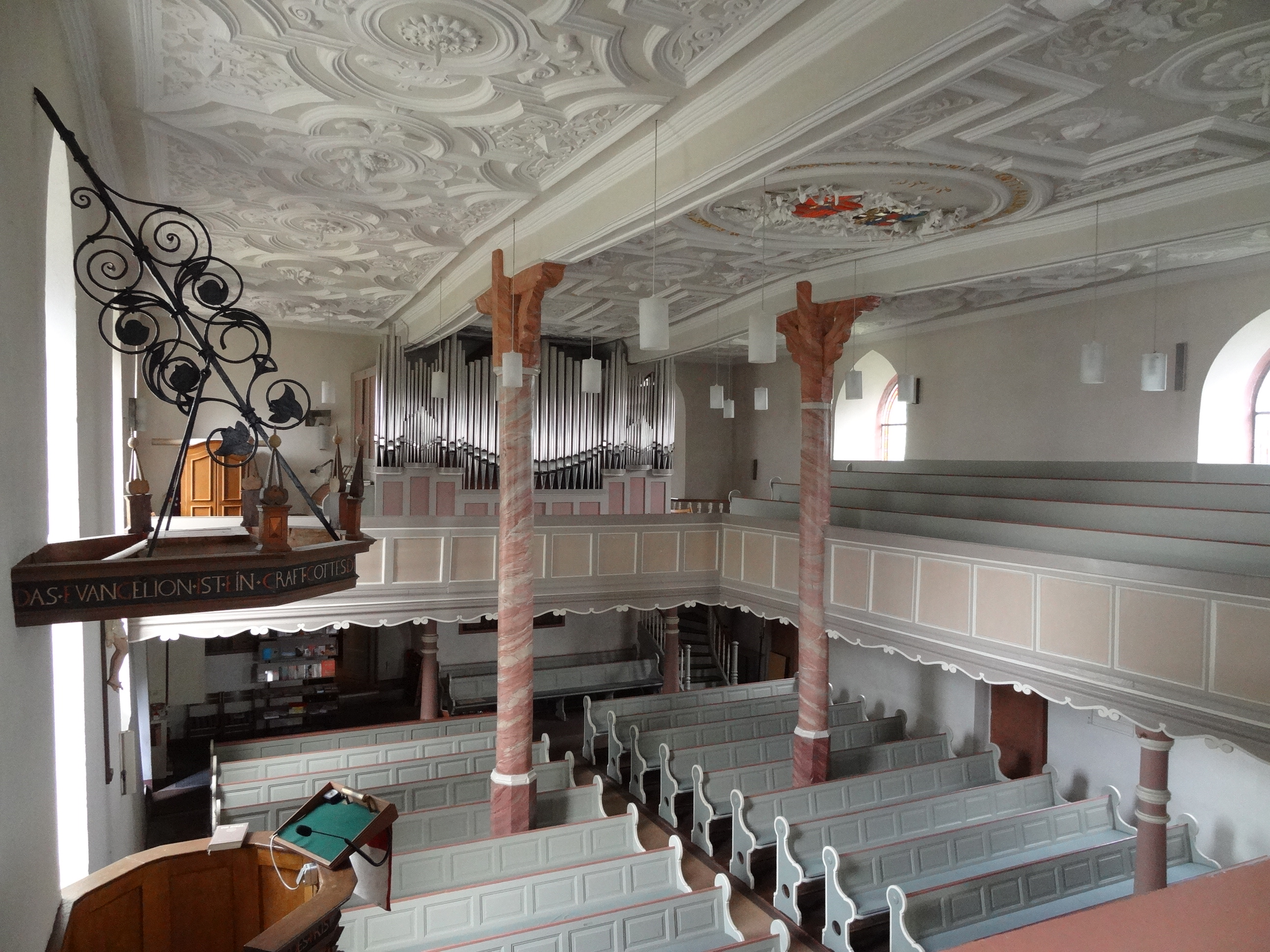
Innenraum mit Stuckdecke

Die Evangelische Kirche in Nieder-Weisel, einem Stadtteil von Butzbach im Wetteraukreis in Mittelhessen, ist eine im Kern romanische Saalkirche, die auf das 12. Jahrhundert zurückgeht und in den Jahren 1613 bis 1616 ihre heute maßgebliche Gestalt erhielt. Erhalten ist der Kirchturm aus dem 12. Jahrhundert. Zur bemerkenswerten Ausstattung gehören Stuckdecke und Kanzel im Stil der Renaissance. Das  Kulturdenkmal prägt das Ortsbild.

## Geschichte
Im Jahr 1989 wurden alte Mauerreste einer Vorgängerkirche entdeckt, deren älteste Teile auf die karolingische Zeit des 8. Jahrhunderts zurückgehen. Seit dieser Zeit ist eine Kirche in Nieder-Weisel nachweisbar. Gefäße aus dem Bereich der alten Fundamente wurden der Merowingerzeit zugeordnet, ein Stück einer Henkelkanne der älteren Mayener Ware, die auf eine Besiedlung um 400 weisen.
Für das Jahr 1309 ist ein Pleban und für 1319 eine Pfarrei nachgewiesen. Ursprünglich war die Kirche vermutlich der heiligen Gertrud oder dem heiligen Nikolaus geweiht. Kirchlich war der Ort im Mittelalter dem Dekanat Friedberg im Archidiakonat von St. Maria ad Gradus im Erzbistum Mainz zugeordnet. Zu Nieder-Weisel gehörten die Filialen Griedel und Ostheim. Ostheim wurde 1343 zur selbstständigen Pfarrkirche erhoben und von Nieder-Weisel abgetrennt, ein Jahr später Griedel. Im Zuge der Reformation wechselte die Kirchengemeinde 1556 zur evangelisch-lutherischen Konfession. Von 1606 bis 1637 war Nieder-Weisel unter Graf Hermann Adolf von Solms-Hohensolms reformiert und bis 1648 wieder lutherisch, um nach dem Dreißigjährigen Krieg endgültig beim reformierten Bekenntnis zu bleiben, als der Ort wieder zu Solms gehörte.
Im Jahr 1613 (Jahreszahl an der Umfassungsmauer) wurde der kleine romanische Bau nach Norden und Osten erweitert und 1616 mit der Stuckdecke fertiggestellt. Graf Philipp Reinhard II. von Solms-Hohensolms ließ den Turmhelm 1655 erneuern. Nach seinem Tod wurde der Graf am 22. Februar 1666 in der kleinen Gruft unter dem Altar beigesetzt.
Nach dem Einsturz einer Turmmauer wurde diese 1820 neu aufgeführt. Weitere Renovierungen des Turms folgten in den Jahren 1888 und 1894 nach einem Brand in der Hintergasse. Das Turmuhrwerk von 1911 wurde 1978 durch einen elektrischen Zeigerantrieb und die Hauptuhr 1988 durch eine Funkuhr ersetzt. Eine Außenrenovierung folgte 1980/1981, im Jahr 1989 eine Innenrenovierung.
Die Kirchengemeinde umfasst heute um die 1400 Mitglieder und gehört im Dekanat Wetterau zur Propstei Oberhessen in der Evangelischen Kirche in Hessen und Nassau.

## Architektur

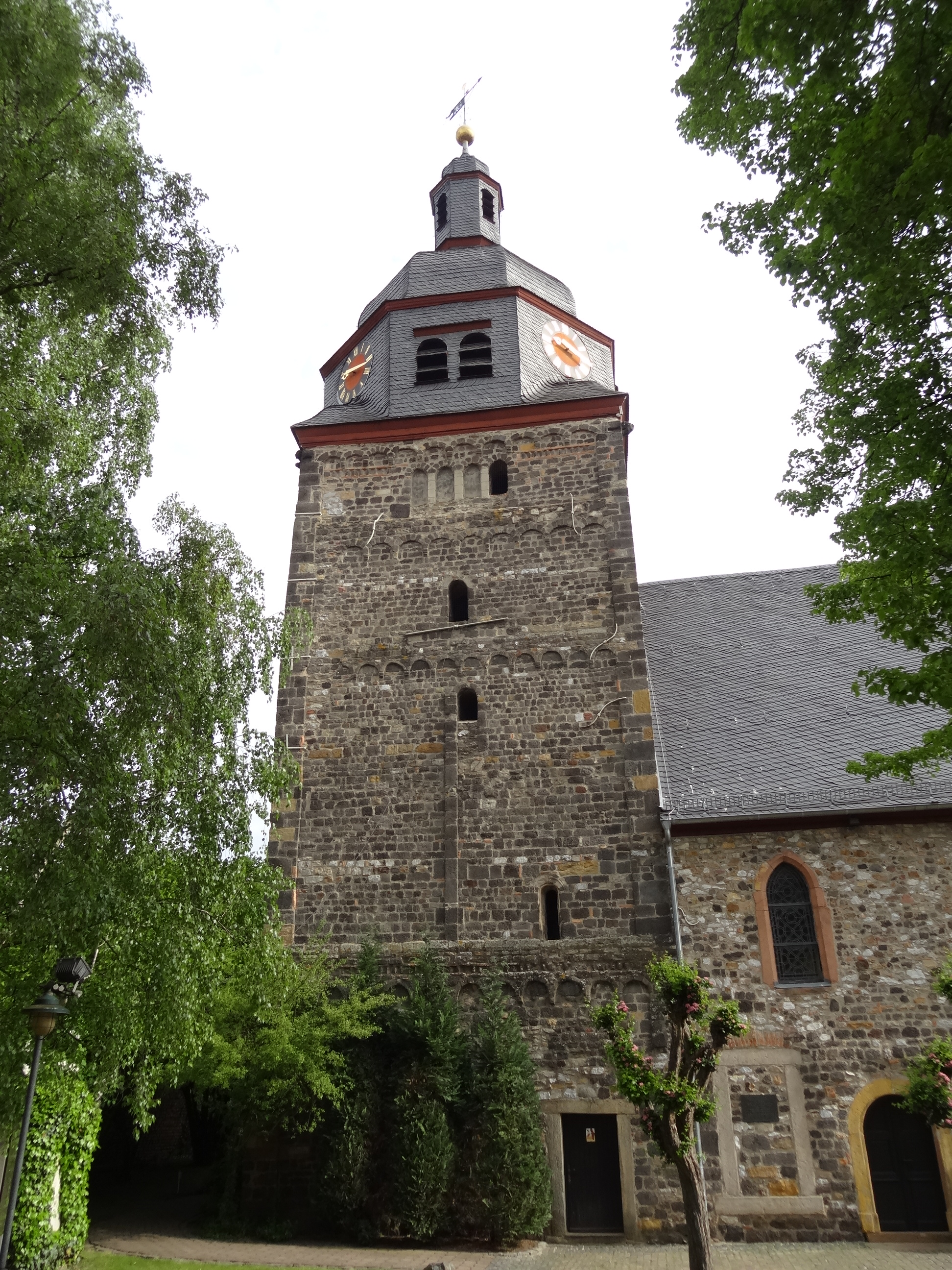
Turm von Süden

Die geostete Saalkirche auf rechteckigem Grundriss ist erhöht auf einem künstlichen Hügel im Ortszentrum aus unverputzten, behauenen Basaltquadern aus dem Vogelsberg errichtet. Während die Südmauer noch teilweise aus romanischem Mauerwerk besteht, wurde der Rest 1545 oder 1613 erweitert. Die Nordmauer einer Vorgängerkirche verlief in der Flucht der Nordmauer des Turms. Die Ostseite der romanischen Kirche endete dort, wo heute das mittlere Fenster eingelassen ist, wie am Mauerwerk zu erkennen ist.
Das Schiff wird durch ein Satteldach bedeckt und hat im Osten einen spätgotischen Staffelgiebel aus der Mitte des 16. Jahrhunderts mit einem kleinen zweibahnigen Maßwerkfenster mit Spitzbogen. Es wird an der Südseite durch drei große und ein kleines westliches Spitzbogenfenster belichtet. Die Nordseite hat drei große und die Ostseite zwei schmale Spitzbogen. An der Südseite ist ein kleines romanisches Rundbogenfenster vermauert. Die Kirche wird durch zwei rundbogige Südportale und eine Westtür, die mit der Jahreszahl 1545 bezeichnet ist, erschlossen. Das rundbogige Nordportal wurde 1981 vermauert. Unter dem Altar ist eine 2 Meter tiefe Gruft auf annähernd quadratischem Grundriss (2,80 × 2,60 Meter) angelegt, die über eine Treppe unter einer Sandsteinplatte im Mittelgang zugänglich ist. Im 17. und 18. Jahrhundert wurden hier vor allem Pfarrer und Amtmänner beigesetzt, so auch Pfarrer Johann Georg Hisgen (* 30. August 1707; † 2. Juni 1769), Vater von Daniel Hisgen.
Der aus der Achse gerückte, mächtige Turm im Südwesten aus dem 12. Jahrhundert war ursprünglich wehrhaft. Der aufgemauerte Turmschaft auf quadratischem Grundriss mit Eckquaderung wird durch Lisenen und Rundbogenfriese, die auf die Wormser Bauschule weisen, gegliedert und durch kleine schmale, rundbogige Fenster belichtet. Im Obergeschoss, das früher als Glockenstube diente, sind an der Nord- und Südseite Vierer-Arkaden eingelassen. Die spätgotische Holzkonstruktion im Inneren ist weitgehend erhalten. Vermutlich diente das erste Obergeschoss ursprünglich als Turmkapelle, die dem heiligen Michael geweiht war, ähnlich wie bei der Großen-Busecker Kirche. In der Ostapsis sind die Reste eines Rundbogenfensters, das den Blick auf den Hauptaltar gewährte, zu sehen. Von den vier figürlichen Wasserspeiern (Löwin mit Jungen), die als Schreckfiguren dienten, ist nur der an der Südwestecke vollständig erhalten. Der verschieferte, barocke Helmaufbau stammt aus dem Jahr 1655. Ein Achteck, das abwechselnd die Zifferblätter der Turmuhr und zwei rundbogige Schallöffnungen zeigt, geht in eine geschwungene, Welsche Haube über, über der sich eine schlanke, achtseitige Laterne erhebt. Sie wird von einem vergoldeten Knauf aus Kupfer (0,64 Meter Durchmesser) und einer 1980 erneuerten, drachenförmigen Wetterfahne, die die Jahreszahl 1655 und die Buchstaben PRGZSJW (Philipp Reinhardt Graf zu Solms in der Wetterau) trägt, sowie einem vergoldeten Stern bekrönt.

## Ausstattung

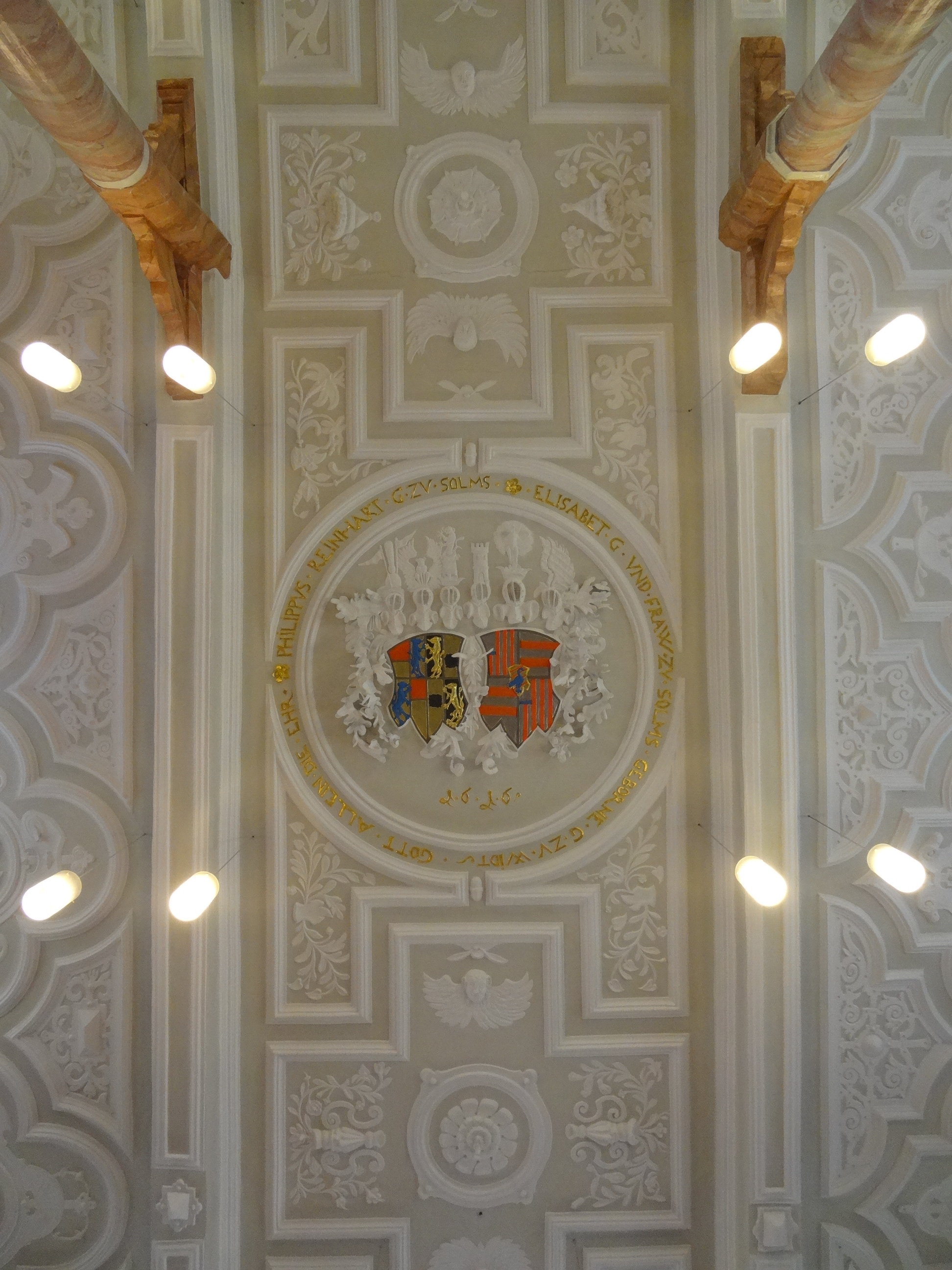
Stuckdecke

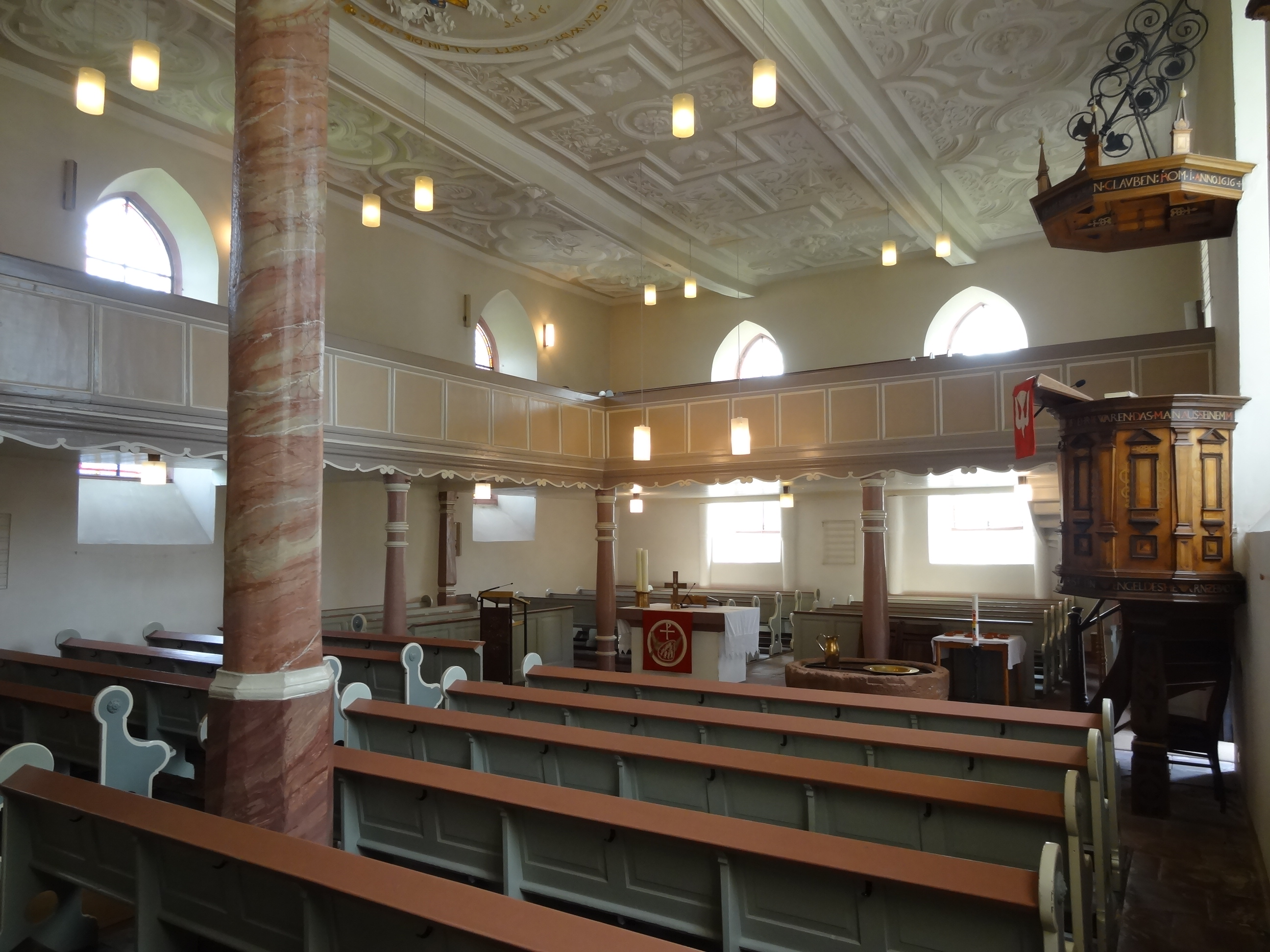
Blick nach Nordosten

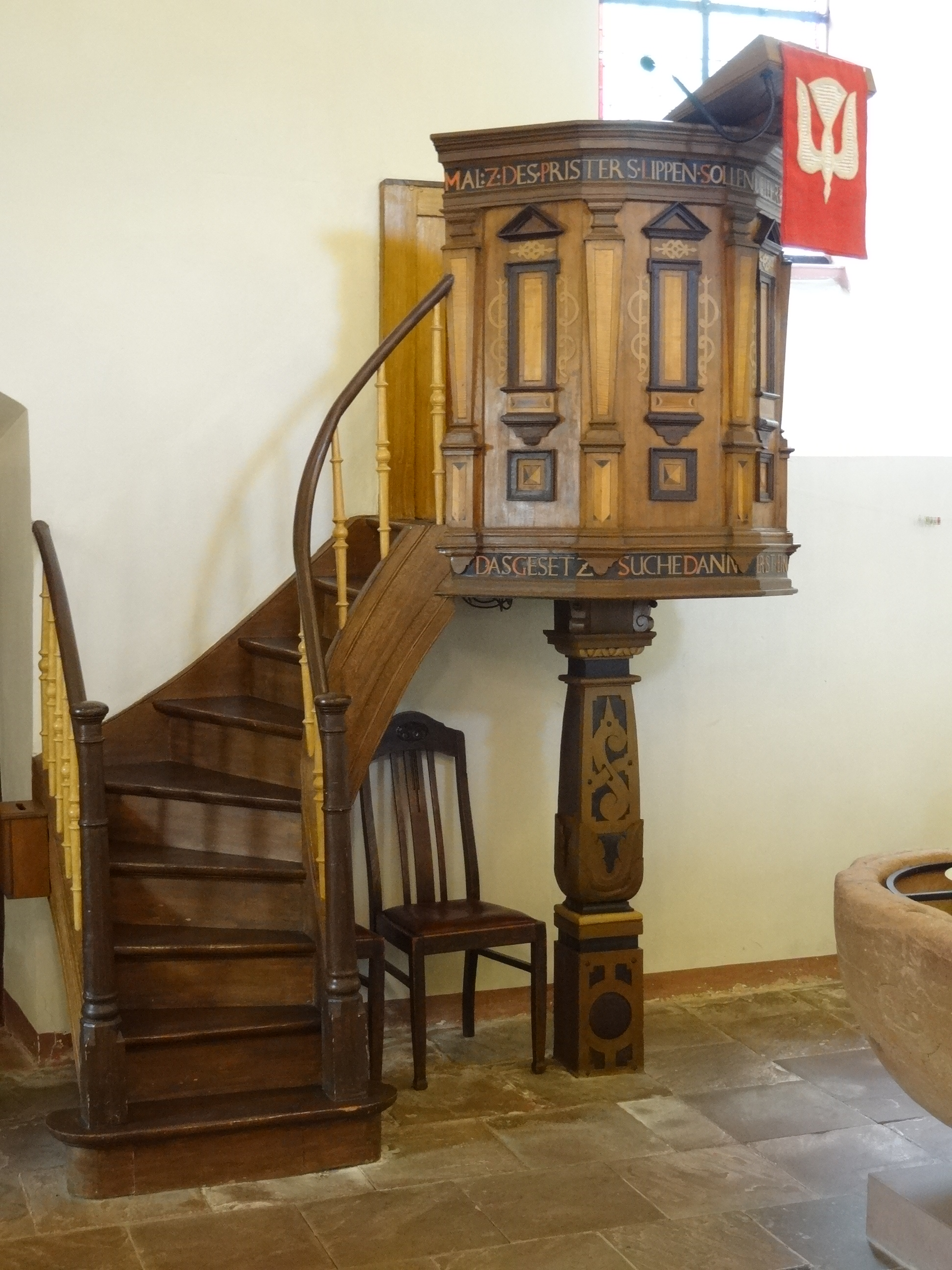
Renaissance-Kanzel von 1616

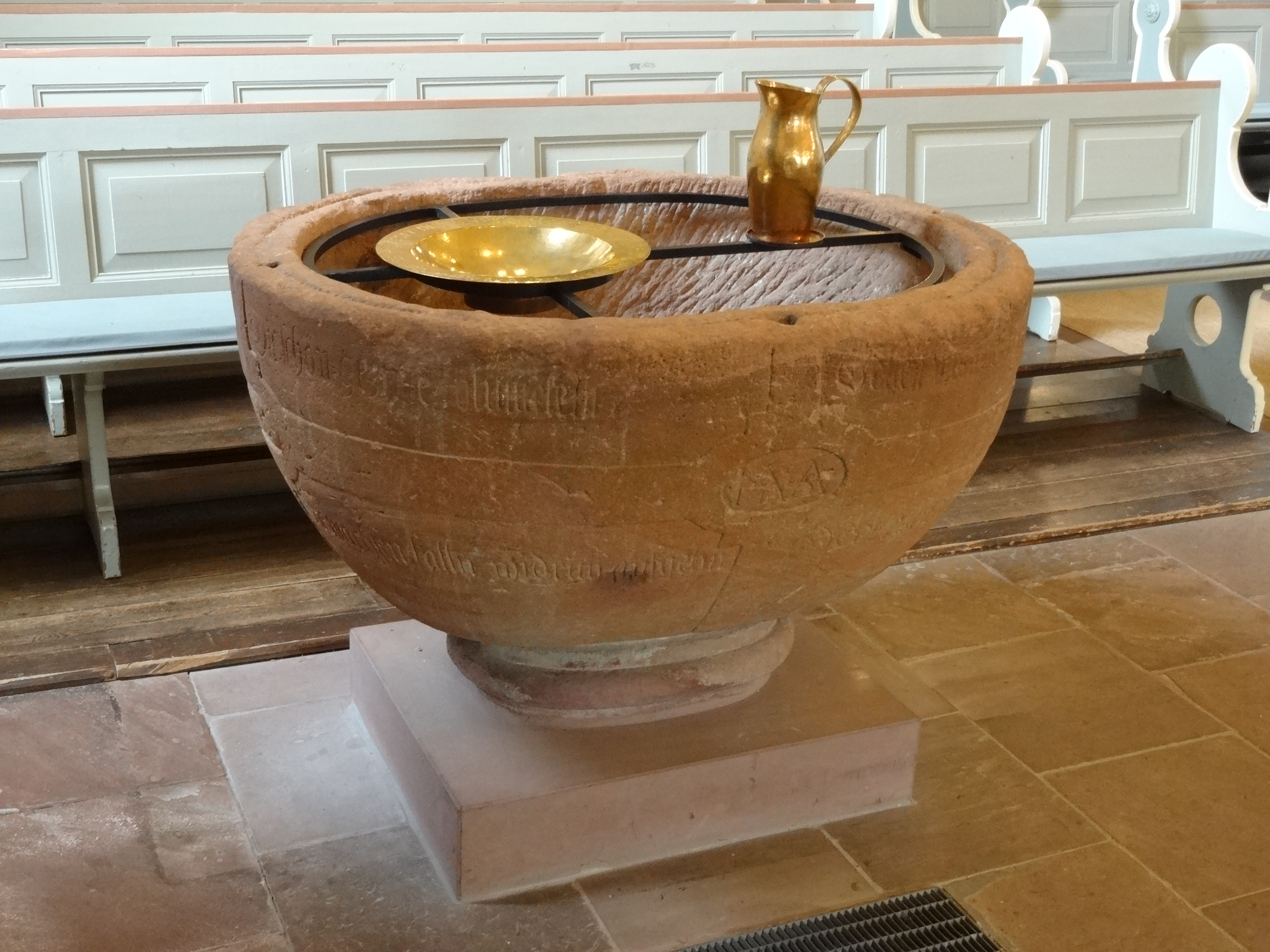
Taufbecken

Der Innenraum wird von einer flachen prächtigen Stuckdecke von 1616 eines unbekannten Stuckateurs mit dem Meisterzeichen C. W. beherrscht. Geometrische Figuren gliedern die Decke, die durch zwei Längsunterzüge in drei Bahnen aufgeteilt sind. In den beiden äußeren Bahnen sind je neun profilierte Vierpässe mit Bändern, Rankenwerk, Muscheln und Blüten angebracht. Die Vierpässe im Nordosten und Südwesten zeigen einen Pelikan, Symbol für Christus. Im nordwestlichen Vierpass ist der Solmser Doppeladler mit Grafenkrone zu sehen, im Südosten der doppelköpfige Reichsadler mit deutscher Königskrone. Die mittlere Bahn hat eckige und kreuzförmige Ornamente. Ein großes Medaillon in der Mitte trägt zwei polychrom gefasste Solmser Wappen in der ansonsten weißen Decke und eine Umschrift mit den Namen der gräflichen Stifter und Bauherren: „GOTT ALLEIN DIE EHR PHILIPPVS REINHART G ZV SOLMS ELISABETH G VND FRAW ZV SOLMS GEBORNE G ZV WIDT 1616“. Die Unterzüge ruhen auf zwei rosa marmorierten Holzsäulen mit Kopfbändern. Die dreiseitig umlaufende, gestaffelte Empore aus dem Anfang des 17. Jahrhunderts wird von gegliederten Rundsäulen getragen. Nur die Südseite, an der die Kanzel angebracht ist, ist emporenlos.
Die polygonale, holzsichtige Renaissance-Kanzel von 1616 wird durch Pilaster gegliedert und durch Beschlagwerk und Intarsien verziert. Im Zuge der Innenrenovierung 1989 wurden die Farbschichten entfernt und die ursprüngliche Form rekonstruiert. Die profilierten Gesimskränze des Kanzelkorbs haben umlaufende Friese mit Inschriften aus Mal 2,7 . Der kleine Schalldeckel hat kleine Spitzen und wird von einer Stange mit schmiedeeisernem Rankenwerk gehalten. Er trägt als Inschrift das Schriftwort aus Röm 1,16 . Hinter der Kanzel ist eine hölzerne Sakristei eingebaut, die im unteren Bereich kassettierte Füllungen und im oberen Bereich gereihte Kreuzstockfenster hat.
Der zweite, achtseitige, mittelalterliche Taufstein wurde 1890 dem Johanniterorden geschenkt und steht seitdem in der Komturkirche. Die Johanniter erwarben daraufhin einen ovalen, pokalförmigen Taufstein von einem Bauern Schimpf, der ihn als Viehtränke genutzt hatte, und stifteten ihn der Kirchengemeinde. Der Stein unbekannter Herkunft stammt möglicherweise aus der ersten Hälfte des 17. Jahrhunderts. und steht seit 1980 in der Kirche. Er ist außen mit Bändern verziert, die sich in ovalen Feldern kreuzen, die an den Langseiten das hebräische Tetragrammaton und an den Kurzseiten die Buchstaben „G.W.M.E.“ und „O.B.“ tragen. Darüber und darunter ist in gotischen Buchstaben eine Inschrift zu lesen: „Wenn dieser Krug voll thränen schwer, gefüllet aus dem Herzen wär, So hülfs doch nicht, es muß geschehn, was Gott anordnet und versehn. Die schön gezierten Blümelein soll’n uns hie ein Gleichnis sein. Die wachsen soll’ wiederum aufgehn. O Gott, laß uns zur Rechten stehn.“
Der Blockaltar wurde 1980 nach dem Vorbild des Altars der Ostheimer Martinskirche geschaffen. Er steht auf einem Sandsteinpodest und wird von einer Sandsteinplatte über Schräge bedeckt. Das Lesepult aus den 1980er Jahren zeigt auf der Frontplatte aus Tombak die vier Evangelistensymbole. An der Südwand hängt ein hölzernes Kruzifix des Dreinageltypus.
Zwei Grabdenkmäler, die bis 1980 an der Außenwand der Kirche aufgestellt waren, fanden im Inneren ihren neuen Aufstellungsort, darunter das Epitaph für Pfarrer Nicolaus Degen († 1732). Eine Bronzetafel an der Südseite erinnert an Karl Sack, Sohn des Pfarrers Hermann Sack. Am 9. April 1945 wurde er zusammen mit Dietrich Bonhoeffer im KZ Flossenbürg umgebracht.

## Orgel

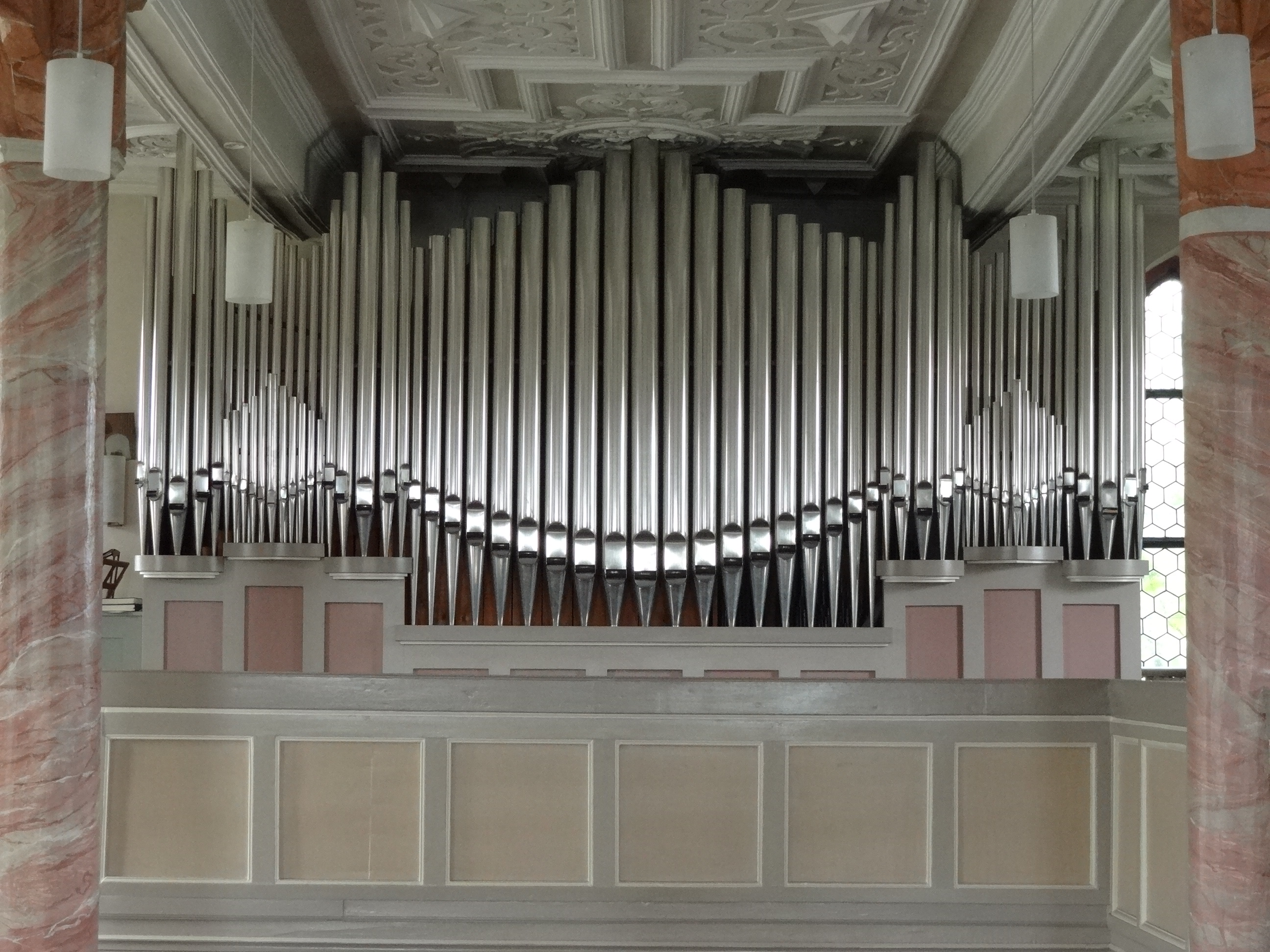
Prospekt der Link-Orgel von 1928

Seit 1715 ist die Besoldung eines Organisten nachgewiesen, was die Existenz einer Orgel mindestens seit dieser Zeit voraussetzt. Einem Bericht von 1842 zufolge umfasste das Instrument eines unbekannten Orgelbauers sieben Register auf einem Manual und angehängtem Pedal. Mit Johann Georg Förster wurde 1847 ein Neubau vereinbart, der 1850 mit einem querrechteckigen, neugotischen Prospekt und drei Spitzbogenfeldern fertiggestellt und abgenommen wurde. Die Giengener Orgelmanufaktur Gebr. Link baute 1928 eine neue Orgel hinter einem Freipfeifenprospekt mit pneumatischer Kegellade. Das Instrument verfügt über 20 Register mit folgender Disposition:
| I Manual C–g3 |       |
| Prinzipal     | 8′    |
| Gedackt       | 8′    |
| Dolce         | 8′    |
| Gamba         | 8′    |
| Oktave        | 4′    |
| Quintflöte    | 2 ⁄3′ |
| Flöte         | 2′    |
| Mixtur IV–V   | 2 ⁄3′ |

| II Manual C–g3            |       |
| Konzertflöte              | 8′    |
| Viola alta                | 8′    |
| Aeoline                   | 8′    |
| Vox coelestis             | 8′    |
| Gemshorn                  | 4′    |
| Rohrflöte                 | 4′    |
| Piccolo                   | 2′    |
| Harmonica aetherea III–IV | 2 ⁄3′ |

| Pedal C–f1  |     |
| Subbass     | 16′ |
| Gedacktbass | 16′ |
| Oktavbass   | 8′  |
| Violoncello | 8′  |

- Koppeln:
  - Normalkoppeln: II/I, I/P, II/P
  - Superoktavkoppeln: II/I, II/II
- Spielhilfen: Walze, Tutti, Jalousieschweller II. Manual

## Geläut
Der Kirchturm enthält ein Dreiergeläut. Die älteste Glocke datiert von 1516. Eine kleine Glocke wurde 1695 von Johann Jakob Rincker (Aßlar) gegossen, eine große Glocke 1816 von Wilhelm Rincker in Leun. Im Ersten Weltkrieg wurden die große und die kleine Glocke für Rüstungszwecke abgeliefert. Die Kirchengemeinde ersetzte sie 1920, musste sie 1941 im Zweiten Weltkrieg wieder abliefern und schaffte nach dem Krieg neue Rincker-Glocken an.
| Nr. | Gussjahr | Gießer, Gussort                       | Schlagton | Inschrift | Bild |
| 1   | 1949     | Gebr. Rincker, Sinn                   | es1       | „DURCH TRUEMMER NACH SCHLACHTENLÄRM UND TOD / DURCH IRRTUM ABFALL UND KRIEGESNOT / ERSCHALLE MEIN RUF VON ZU ORT / O LAND LAND LAND HÖRE DES HERRN WORT!“ |      |
| 2   | 1949     | Gebr. Rincker, Sinn                   | g1        | „NACH TIEFEM FALL / ERKLING MEIN SCHALL / ERNEUT ZU GOTTES RUHME!“                                                                                        |      |
| 3   | 1516     | Steffan von Bingen, Frankfurt am Main | c2        | „Maria glock heis ich, in der eer Gottes laudt ich, Stefan zu Frankfurt gos mich“                                                                         |      |